# Francesco Pasquale Ricci
Francesco Pasquale Ricci (Como, 17 maggio 1732 – Loveno, 7 novembre 1817) è stato un presbitero, compositore e violinista italiano.
Nato a Como da una famiglia di commercianti benestanti, Ricci si dedicò agli studi letterari e musicali a Milano. Dopo aver viaggiato molto Ricci si stabilì per un po' di tempo a Parigi. Rientrato a Como, nel 1758 venne ordinato sacerdote e, grazie a questa nomina, l'anno successivo divenne maestro di cappella nella Cattedrale cittadina.
Tra il 1764 e il 1780 soggiornò quasi ininterrottamente all’estero, lavorando in Germania, Olanda, Francia, Inghilterra, Belgio e Svizzera. Negli stessi anni lavorò a L'Aia, nell'orchestra di corte di Guglielmo V di Orange, ove scrisse diverse opere per il principe e altri membri della corte. Ricci corresse inoltre le opere di Josina van Boetzelaer, sorprendente compositore olandese. Sei suoi quintetti furono pubblicati a Londra nel 1768 da Peter Welcker.
Assieme a Johann Christian Bach, Ricci fu coautore di metodo pianistico intitolato Metode ou recueil de connaissances élémentaires pour le forte-piano ou clavecin ("Metodo o collezione di studi elementari per il pianoforte o clavicembalo", 1786), in cui Ricci fornì il testo e Bach i brani.
Nel 1780 Ricci ritornò a Como, dove continuò ad essere attivo in tutte le chiese del centro cittadino come compositore di musica sacra.
In virtù della sua fama e delle numerose amicizie in campo musicale, iniziò a farsi costruire una villa, a Blevio, dove poter ricevere i suoi ospiti. Ricci non fece tuttavia in tempo a vedere il termine dei lavori, in quanto morì nel 1817 a Loveno, dove nel mentre si era trasferito. Fu forse questa la ragione per cui la villa, oggi conosciuta come Villa Bellavista o Villa Belvedere, in un primo momento fu chiamata Villa Malpensata.
I beni e i possedimenti familiari del Ricci furono ereditati dall'Ospedale Sant'Anna. Il fortepiano del compositore è conservato nel Museo Giovio di Como.